# Lucianópolis
Lucianópolis è un comune del Brasile nello Stato di San Paolo, parte della mesoregione di Bauru e della microregione omonima.